# Magid Musisi
Magid Musisi Mukiibi (auch Majid Musisi geschrieben; * 15. September 1968 in Kampala, Uganda; † 13. Februar 2005 ebenda) gilt als einer der besten ugandischen Fußballspieler. Er war der erste Ugander, der in einer europäischen Profiliga spielte. Sein bekanntester Spitzname war Magic Magid.

## Karriere

### Top-Star in Uganda
Magid Musisi wuchs in Mulago, einem Vorort von Kampala auf und begann dort mit dem Fußballspielen. Sein ausgeprägter Torinstinkt blieb nicht lange unentdeckt, und nach einem weiteren Jahr bei Pepsi FC kam er 1984 zum Profiverein Villa SC, bei dem er zwei Jahre später sein Erstligadebüt hatte und in dieser Zeit auch Nationalspieler wurde. Ein Jahr später wurde er als Achtzehnjähriger mit achtundzwanzig Toren bester Torschütze der Liga. Bis 1991 wiederholte er diesen Erfolg zweimal und schoss als erster Spieler insgesamt über einhundert Erstligatore in Uganda. Im selben Jahr stand er mit dem SC Villa im Finale der afrikanischen Champions League, das gegen Club Africain aus Tunesien verloren wurde.
1992 wurde er zum vierten Mal ugandischer Torschützenkönig (insgesamt waren es 138 Tore in sieben Jahren) sowie zum sechsten Mal ugandischer Meister. Magid Musisi stand mit erneut 28 Saisontoren kurz davor, Jimmy Kirundas Ligarekord von 32 Toren in einer Spielzeit zu brechen, doch bereits vier Spieltage vor Saisonende erfolgte sein Wechsel nach Europa. Nach den heimatlichen Erfolgen ging er nach Frankreich, wo er für 120.000 $ Ablösesumme einen Vertrag bei dem Zweitligisten Stade Rennes unterschrieben hatte.

### Europa
Als erster ugandischer Fußballprofi spielte Musisi in Europa. In den Jahren bei Rennes waren die einzigen Erfolge jedoch 1994 der Aufstieg in die Division 1. 1994 wechselte Musisi zu Bursaspor in die Türkei. Hier verbrachte er wiederum mehrere Jahre. In seiner ersten Saison in der türkischen Süper Lig kam er auf neun Tore und landete mit dem Verein auf dem sechsten Platz. In der folgenden Spielzeit kam er auf fünfzehn Saisontore. In der Winterpause 1996/97 wechselte Musisi innerhalb der Liga von Bursa zum abstiegsbedrohten Neuling Dardanelspor, den er mit fünf Toren in der Rückrunde zum Klassenerhalt führte. 1997/98 war seine erfolgreichste Saison: Er schoss fünfzehn Ligatore und wurde zum besten ausländischen Spieler der Süper Lig gewählt. Als der kleine Verein nur ein Jahr später aus der Süper Lig abstieg, ging er zurück zu seinem früheren Verein SC Villa in Uganda.

### Karriereende und Tod
Nachdem er in drei Jahren beim SC Villa nur zwei kleinere Pokale gewonnen hatte, wechselte Musisi 2003 schließlich zu Kampala United.
2005 starb er nach langer Krankheit.

## Titel und Erfolge
Musisi erreichte die meisten Erfolge mit dem ugandischen Verein SC Villa. Während seiner Zeit in Europa gewann er keinen Vereinstitel.

### In Vereinen
- Ugandischer Meister: 6× (1986, 1987, 1988, 1989, 1990 und 1992)
- Ugandischer Torschützenkönig: 4× (1987, 1989, 1990, 1992)
- Kakungulu-Cup: 3× (1986, 1988, 1989)
- CECAFA-Club-Championship: 1987
- CECAFA Senior Challenge Cup: 1989
- Aufstieg in die Division 1 mit Stade Rennes 1993
- Bester ausländischer Spieler in der Türkei 1998

### Mit der Nationalmannschaft
- CECAFA-Championship: 5 × (1989, 1990, 1992, 1996, 2000)